# Interfejs (urządzenie)

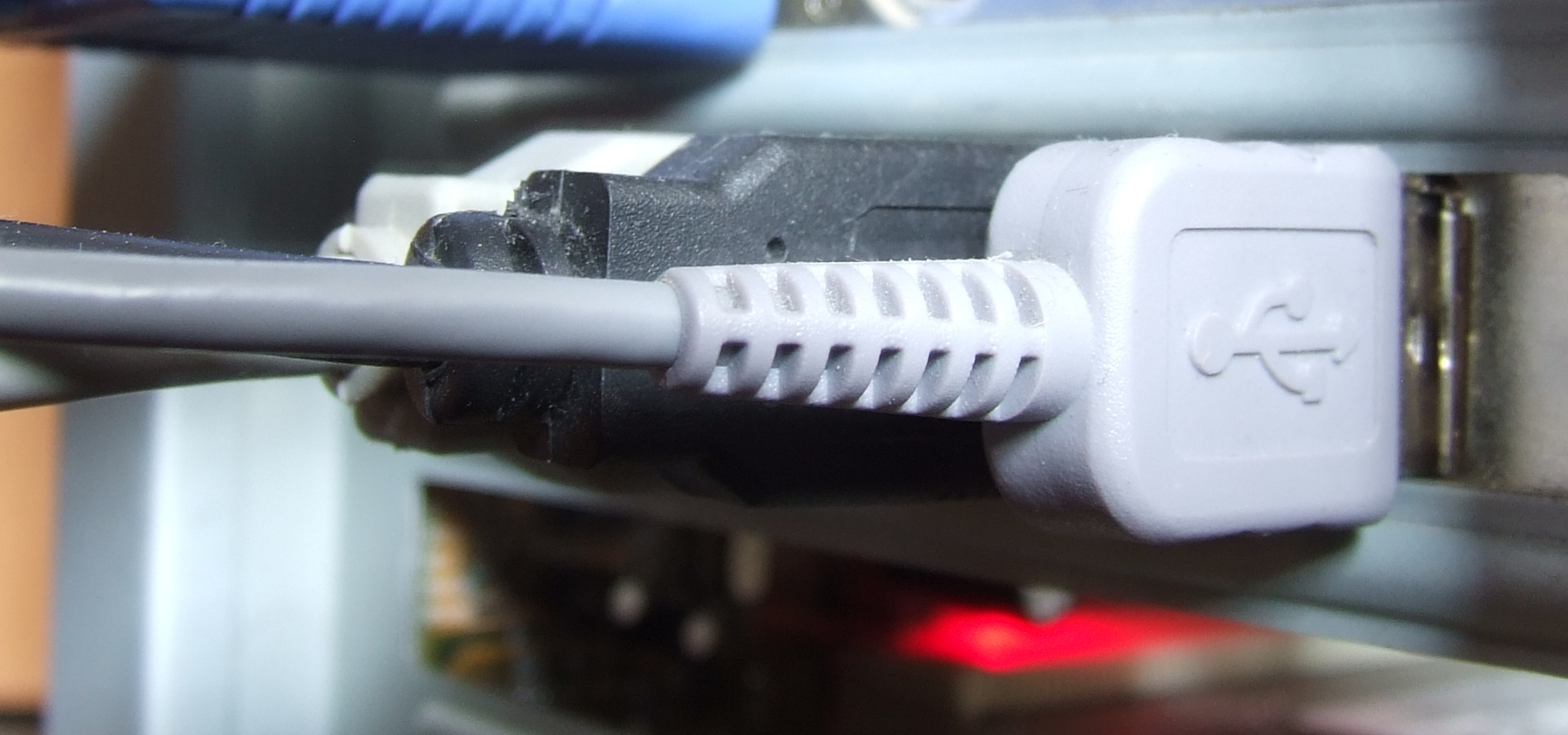
Wtyczki USB w portach komputera

Interfejs (spolszczenie angielskiego słowa interface, które na język polski bywa tłumaczone jako styk lub łącznik, potocznie międzymordzie; również złącze) – sprzęt lub oprogramowanie pozwalające na połączenie ze sobą dwóch (lub więcej) innych urządzeń lub programów, które bez niego nie mogłyby ze sobą współpracować.
Czasami jako interfejs określa się gniazdo złącza wystające z urządzenia na zewnątrz, w które można wetknąć zgodną z nim wtyczkę innego urządzenia (zob. urządzenie peryferyjne). Aby dwa urządzenia mogły współpracować muszą mieć zgodne (kompatybilne) interfejsy. Interfejsem może być kabel łączący dwa urządzenia, ale zarówno wtyczki na tym kablu, jak i pasujące do nich gniazda są również interfejsami.